# Classe Furutaka
A Classe Furutaka (古鷹型巡) foi uma classe de cruzadores pesados operada pela Marinha Imperial Japonesa, composta pelo Furutaka e Kako. Suas construções começaram no início da década de 1920 nos estaleiros da Mitsubishi e Kawasaki; o batimento de quilha dos dois navios ocorreu em 1922 e ambos foram lançados ao mar em 1925, sendo comissionados na frota japonesa no ano seguinte. Foram os primeiros cruzadores pesados do Japão e seu projeto foi pensado para fazer frente às embarcações da Classe Omaha da Marinha dos Estados Unidos e da Classe Hawkins da Marinha Real Britânica. Mais dois cruzadores foram planejados, porém transformaram-se na Classe Aoba.
Os cruzadores da Classe Furutaka eram armados com uma bateria principal composta por seis canhões de 203 milímetros montados em seis torres de artilharia únicas, depois substituídas por três torres duplas. Tinham um comprimento de fora a fora de 185 metros, boca de dezesseis metros, calado de cinco metros e um deslocamento carregado de mais de dez mil toneladas. Seus sistemas de propulsão eram compostos por doze caldeiras a óleo combustível que alimentavam quatro turbinas a vapor, que giravam quatro hélices até uma velocidade máxima de 35 nós (63 quilômetros por hora). Os navios tinham um cinturão de blindagem de 76 milímetros de espessura.
Os dois navios tiveram carreiras tranquilas no período de paz. Na Segunda Guerra Mundial, deram apoio para as invasões da Ilha Wake e Guam em 1941. No início de 1942 participaram dos estágios iniciais das campanhas Nova Guiné e Ilhas Salomão e também da Batalha do Mar de Coral. Foram designados para a Campanha de Guadalcanal e lutaram na Batalha da Ilha Savo em agosto. Ambos saíram ilesos, porém o Kako foi afundado logo no dia seguinte enquanto recuava depois de ser torpedeado pelo submarino USS S-44. O Furutaka lutou em outubro da Batalha do Cabo Esperança, sendo afundado depois de ser torpedeado e alvejado várias vezes pos navios norte-americanos.